# Povídání o pejskovi a kočičce
Povídání o pejskovi a kočičce jak spolu hospodařili a ještě o všelijakých jiných věcech je pohádková knížka od českého malíře, grafika, knižního ilustrátora a spisovatele Josefa Čapka, bratra spisovatele Karla Čapka. Knihu psal pro svou dceru Alenku a věnoval ji všem dětem. První část vyšla ve vánoční příloze Lidových novin na Štědrý den roku 1927. Po ohlasu, jaký příloha měla, autor ještě několik příběhů dopsal a připravil ke knižnímu vydání. Knížka byla poprvé vydána roku 1929 nakladatelem Otakarem Štorchem-Marienem. Příběhy pejska a kočičky od Josefa Čapka patří k základním dílům české literatury pro děti.

## Seznam jednotlivých příběhů
- O pejskovi a kočičce, jak si myli podlahu
- Jak si pejsek roztrhl kaťata
- Jak pejsek s kočičkou slavili 28. říjen
- Jak to bylo na vánoce
- O pejskovi a kočičce, jak psali psaní děvčatům do Nymburka
- O pyšné noční košilce
- O klucích z Domažlic
- Jak si pejsek s kočičkou dělali k svátku dort
- Jak našli panenku, která tence plakala
- Jak hráli divadlo a na Mikuláše co bylo

## Zajímavosti
- Cenzurované vydání (např. Albatros 1987) je ochuzeno o třetí kapitolu „Jak pejsek s kočičkou slavili 28. říjen“. („Vydáno se souhlasem ministerstva školství ČSR jako četba pro žáky základních škol.“)[2]
- Kniha Povídání o pejskovi a kočičce byla vydána jako audiokniha, poprvé roku 1959. Vypráví ji herec Karel Höger.[3]
- Příběhy byly již mnohokrát zpracovány jako divadelní představení, např. v Divadle Bez zábradlí v Praze v nastudování Divadla AHA nebo divadla Minor.[4][5]
- Roku 1950 natočil režisér Eduard Hofman animovanou filmovou sérii barevných krátkých filmů (dnes označovaných jako televizní seriál), sestávající ze šesti příběhů knihy.

## Anotace v Databázi Národní knihovny ČR
- Povídání o pejskovi a kočičce patří do zlatého fondu české literatury pro děti. Kniha Josefa Čapka je plná skvělých dialogů a humorných zápletek, při kterých se budou smát nejen děti, ale velmi dobře se při čtení pohádky na dobrou noc pobaví i jejich rodiče.[6]
- Veselá vyprávění o dvou nerozlučných kamarádech potěšila již několik generací čtenářů. Pejsek a kočička spolu hospodaří ve svém domku jako lidé: myjí podlahu, pečou dort, slaví Vánoce i 28. říjen, chodí na výlety a navštěvují přátele. Jejich příhody jsou proloženy krátkými poetickými pohádkami. Autorův laskavý humor, kterým si bere na mušku drobné dětské nectnosti, jeho vcítění do dětského myšlení a krásný vroucný jazyk tvoří tuto milou knížku nesmrtelnou.[7]
- Jak pejsek s kočičkou pekli dort, jak dělali dětem Mikuláše a čerta, jak zachraňovali odhozené hračky i spoustu dalších úsměvných vyprávění, najdou děti v této, dnes již klasické, knížce. Kultivovaný jazyk, spousta nápadů i zdařilé ilustrace autora řadí tuto knihu mezi nejlepší tituly literatury pro děti.[8]
- Jediné úplné, spolehlivé vydání, v grafické úpravě respektující podobu, jak vycházela za autorova života, a v kvalitním polygrafickém provedení s papírovou obálkou. Textové znění vychází z kritického vydání ve Spisech Josefa Čapka. Kniha je edičně připravena podle vydání poslední ruky z roku 1937 a kromě devíti klasických příběhů obsahuje i povídání Jak pejsek s kočičkou slavili 28. října, které bylo po roce 1948 z politických důvodů vypouštěno. Kniha Povídání o pejskovi a kočičce patří ke klasickým dílům literatury pro děti. Poprvé vyšla roku 1929 a od té doby potěšila mnoho dětí a jejich rodičů. Pejsek a kočička spolu žijí v domečku a vedou svoji malou domácnost a chtějí všechno dělat jako velcí lidé, umývají špinavou podlahu, pečou dort, chodí v neděli na procházku, píšou dopis dětem nebo hrají divadlo. Ale protože pejsek a kočička lidmi nejsou, nedopadne všechno vždy tak, jak by si přáli, jejich svérázná řešení jsou ale vždy zábavná a originální. V některých příbězích vystupuje postava spisovatele pana Čapka, kterého pejsek a kočička navštěvují, hovoří s ním o vážných věcech a pomáhají mu s psaním příběhů pro děti. Přitažlivost této knížky spočívá zejména ve způsobu vyprávění, které se zakládá převážně na dialogických pasážích. Pejsek a kočička spolu rozmlouvají jako lidé, jejich přímočarý, hovorový jazyk v kombinaci s vypravěčskou zkratkou způsobuje, že kniha je velmi vhodná k předčítání.[9]
- Jak spolu hospodařili a ještě o všelijakých jiných věcech. Veselá vyprávění o dvou nerozlučných kamarádech, která potěšila již několik generací čtenářů. Povídání o tom, jak pejsek a kočička myli podlahu, jak pekli dort nebo o tom, jak si pejsek roztrhl kalhoty a kočička mu je zašila dešťovkou, si čítávali už prarodiče dnešních dětí. Autorův laskavý humor, kterým si bere na mušku drobné dětské nectnosti, jeho vcítění do dětského myšlení a krásný vroucný jazyk tvoří tuto milou knížku nesmrtelnou.[10]